# المحدادة (حبيش)

تعديل مصدري - تعديل

المحدادة هي إحدى قرى عزلة الناحية بمديرية حبيش التابعة لمحافظة إب، بلغ تعداد سكانها 182 نسمة حسب تعداد اليمن لعام 2004.